# Patti Page
Clara Ann Fowler (8. november 1927 - 1. januar 2013), bedst kendt under sit kunstnernavn Patti Page, var en amerikansk country- og popsangerinde og en af de bedste kvindelige kunstnere indenfor den traditionelle popgenre. Hun var den bedst sælgende kvindeligt kunstner 1950'erne, og har solgt over 100 millioner plader.
Page underskrev i 1947 en pladekontrakt med Mercury Records, og blev dermed deres første succesfulde kvindelige kunstner, der i 1948 debuterede med sangen "Confess". Allerede i 1950 havde hun sin første million sælgende single, "With My Eyes Wide Open, I'm Dreaming", og ville med tiden have yderligere 14 million-sælgende singler mellem 1950 og 1965.
Patti er særdeles kendt for sin sang "Tennessee Waltz", indspillet i 1950, var en af bedst sælgende singler i det 20. århundrede, og har også opnået nationalsangsstatus i den amerikanske stat Tennessee."Tennessee Waltz" blev 13 uger øverst på Billboard Magazine's bestseller liste i 1950. Patti havde yderligere tre hits i perioden 1950-53, "All My Love (Bolero)", "I Went to Your Wedding", and "(How Much Is That) Doggie in the Window" (i Danmark lavede Raquel Rastenni den om til Der sidder en vovse i et vindue).
I modsætning til de fleste popsangere, blandede Page 'små bidder' af countrymusik i mange af hendes mest populære sange. Ved at gøre dette nåede mange af hendes singler den prestigefyldte country hitliste, Billboard Country Chart. Op imod 1970'erne skiftede Page hen imod en countrykarriere, hvor hun kom til tops på country hitlisterne, indtil 1982. Page var en af de få sangerinder, som kom ind på hitlister i fem årtier.
Da Rock'n'Roll-genren blev populær i den sidste halvdel af 1950'erne, og den traditionelle popgenre mistede populariteten, var Page en af de få, som opretholdte sin succes, og fortsatte med store hits i midten af 60'erne, som f.eks.: "Old Cape Cod","Allegheny Moon", "A Poor Man's Roses (Or a Rich Man's Gold)" og "Hush, Hush, Sweet Charlotte".
I 1997 blev Page optaget i Oklahoma Music Hall of Fame. Hun vil i 2013 posthumt blive hædret med Grammy Lifetime Achievement Award.

## Opvækst
Clara Ann Fowler blev født den 8. november 1927 i Claremore, Oklahoma (selvom nogle kilder angiver Muskogee, Oklahoma som fødeby). Hun blev født ind i en stor og fattig familie. Hendes far, B.A. Fowler arbejdede på Missouri-Kansas-Texas-jernbanen, mens hendes mor, Margeret, og storesøster plukkede bomuld. Hun er opvokset i mange forskellige byer rundt omkring i Oklahoma, Foraker, Hardy, Muskogee og Avant, før hun startede på Daniel Webster High School i Tulsa, Oklahoma, hvor hun dimitterede fra i 1945.
Hun optrådte som 18-årig første gang som sanger i et 15 minutters radioprogram, der blev sendt på den lokale radiostation i Tulsa, KTUL. Programmet var sponsoreret af "Page Milk Company". I radioprogrammet blev hun døbt Patti Page efter "Page Milk Company". I 1946 ankom bandmaneger og saxofonist Jack Rael til Tulsa, for at optræde med et show. Jack hørte Page i radioen, og blev helt vild med hendes stemme. Han bad hende slutte sig til et af hans bands, og det lykkedes med "Jimmy Joy Band". Jack blev senere Pages personlige maneger, efter hun forlod bandet.
Page turnerede med "Jimmy Joy Band" i midten af 40'erne, hvor de bl.a. kom forbi Chicago i 1947. Her sang hun med i en lille gruppe, der var ledet af Benny Goodman. Det hjalp hende på vej til hendes første pladekontrakt med Mercury Records samme år.

## Musikkarriere

### Pop Successen (1948-1949)
Patti indspillede sin første single, "Confess", i 1947. Pga. en strejke inden for musikbranchen, valgte Patti selv at overspille sin egen stemme. Produceren for Mercury Records, Mitch Miller, var i stand til at overspille to indspillede stemmer (såkaldt overdubbing), da han havde et godt kendskab til den tilgængelige teknologi. Patti blev den første popmusiker til at overspille sin egen stemmer. Dette var med til at "Confess", blev et af de største hits i 1950'erne. I 1948 kom "Confess" på Billboard Magazine's top-15 hitliste, og toppede som nr. 12 på bestseller-hitlisten. Dette blev hendes første store hit. Page udgav efterfølgende yderligere fire singler i perioden 1948–49. Det højeste disse single kom på en hitliste, var en top-20 med "So in Love" i 1949.
"With My Eyes Wide Open, I'm Dreaming" blev Pages første millionsælgende single, som hun udgav i 1950, som også var blevet overspillet. Denne sang blev noteret på hitlister som en gruppe. Mod midten af 1950, udgav Page singlen "All My Love (Bolero)", der blev hendes første hit som ramte nr. 1 på Billboard Magazine-hitliste.

### "Tennessee Waltz" (1950)
I slutningen af 1950 udgav Page sin version af sangen "Tennessee Waltz", der blev hendes bedst sælgende single nogensinde. "Tennessee Waltz" blev originalt indspillet af country-bandet Pee Wee King & His Golden West Cowboys i 1947, og var et kæmpe hit for dem i 1948. Det blev også et kæmpe hit for Cowboy Copas, der udgav sin version på cirka samme tid. Page blev introduceret til sangen af Jerry Wexler, der foreslog hende at indspille et cover af den nyligt indspillede R&B-version af Erskine Hawkins. Page kunne lide idéen, og indspillede senere sangen som en single. "Tennessee Waltz" blev 13 uger øverst på Billboard Magazine's bestseller liste i 1950.
"Tennessee Waltz" blev hendes anden single, som kom på Billboard Magzine-country-hitliste, og blev hendes største på denne liste. Sangen nåede andenpladsen på hitlisten. Sangen blev senere en af de bedst sælgende single, med over syv millioner solgte i begyndelsen af 1950'erne, hvilket også gav andre coverversioner af sangen plads på hitlisterne. "Tennessee Waltz" blev den største kommercielle succes for den overspillings-teknik, som blev udviklet af producer Mitch Miller. I dag har singlen solgt omkring 15 millioner eksemplarer. Det blev samtidigt den sidste sang, som solgte over én million eksemplarer af noder, som følge af den stigende popularitet for indspillet musik. Den blev brugt i filmen The Right Stuff fra 1983.

### Gennembrud (1951-1965)
Efterfølgende udgav Page opfølgeren til "Tennessee Waltz" i 1950, der hed "Would I Love You (Love You, Love You", der også kom højt på hitlisterne og solgte omkring én million kopier. Den følgende single, "Mockin' Bird Hill", var hendes fjerde single, der også solgte omkring én million eksemplarer. Samme år indspillede Les Paul og Mary Ford en coverversion, der også blev et stort hit. Page havde yderligere tre hits i 1951, "Mister and Mississippi", "And So to Sleep Again" og "Detour". Sidstnævnte var tidligere blevet indspillet og gjort kendt af Foy Willing og Elton Britt. Pages version blev den mest populær, og blev hendes syvende millionsælgende single. Hun udgav i 1951 sit første studiealbum, "Folk Song Favorites", der var coverversioner af hendes yndlingsfolkesange. I 1952 havde hun sin tredje single der røg til top på en hitliste, "I Went to Your Wedding", der blev næsten to måneder på denne plads. "You Belong to Me" blev hendes ottende millionsælgende single, der overtog Jo Staffords version af sangen førsteplads på Billboards Bestseller-liste.
Hun fortsatte sin succes resten af dette år, med flere sange på Top-10 lister, bl.a. "Come What May", "Once In a While" og "Why Don't You Believe Me". (Sidstnævnte var en coverversion, og Joni James af sangen blev den mest populære.)
I 1953 indspillede hun "How Much Is That) Doggie In the Window", der blev hendes fjerde sang som nåede til top på en hitliste, og solgte over én million kopier. Den beholdt sin førsteplads i over fire måneder. Indspilningen indeholdte en gøende hund, og blev en af hendes mest kendte sange. I Danmark lavede Raquel Rastenni den om til "Der sidder en vovse i et vindue". Den blev skrevet som en humoristisk sang af Bob Merrill. Den blev oprindeligt indspillet til et børnealbum, "Arfie Goes To School" samme år.
Resten af året havde hun flere hits, som nåede top-20-hitlister. En enkelte single nåede top-5, "Changing Partners", hvilken nåede nr. 3 og blev på hitlisten i fem måneder. Sangen blev også indspillet med en countrymelodi, ligesom flere andre af Page sange på denne tid.
I 1954 havde Page yderligere hits, der bl.a. tæller "Cross Over the Bridge", der også var en overspillet sang, og blev et stort hit. Andre top-10 hits igennem året var "Steam Heat", "The Pajama Game" og "Let Me Go Lover". Den mest populære version af sidstnævnte, blev senere indspillet af Joan Weber.
I 1955 indspillede Page sin første Rock&Roll-musik, i form af "Croce di Oro"
I modsætning til mange andre kunstnere på denne tid, var Page en af de eneste som opretholdte sin succes op igennem 1950'erne, selvom hendes popularitet dog dalede i slutningen af 50'erne, men flere hits i 1956 såsom, "Allegheny Moon". I 1957 havde hun et andet hit med sangen, "A Poor Man's Roses (Or a Rich Man's Gold)", (der senere samme år indspillet af Patsy Cline) og top-5 hittet "Old Cape Cod".
I 1956 blev Vic Schoen maneger for Page, hvilket førte til en række store hits, der inkluderer: "Mama from the Train", "Allegheny Moon", "Old Cape Cod", "Belonging To Someone" og "Left Right Out of Your Heart". Deres største udfordring blev en genindspilning af Gorden Jenkins' "Manhattan Tower", der blev en kæmpe succes. Page og Schoen fortsatte deres samarbejde frem til 1999.
Op igennem af 1950'erne deltog Page jævnligt i tv-shows, der blandt andet tæller The Dean Martin Show, The Ed Sullivan Show, og The Steve Allen Show. Page fik sin filmdebut Elmer Gantry i 1960, og indspillede titelsangen for filmen Boys Night Out samt en rolle i filmen.
I starten af 1960'erne begyndte hendes succes at dale, uden nogle store hits før 1961, med "You'll Answer to Me". Hendes sidste store hit blev "Hush, Hush, Sweet Charlotte" i 1965.

### Moderne pop- og countrymusik (1966-1982)
Tekst mangler, hjælp os med at skrive teksten

### Senere karriere (1983-2012)
Tekst mangler, hjælp os med at skrive teksten

## Stil
Gennem den tid, hvor Page popularitet var størst (slutningen af 1940'erne og 1950'erne), indarbejde de fleste af hendes kollegaer inden for den traditionelle popgenre, jazzmelodier. Dette gjorde Page også i enkelte sange, selvom det var oftest at hendes sange indeholdte dele fra country-genren.
Op igennem 1950'erne var Mercury Records kontrolleret af Mitch Miller, som har produceret det meste af hendes musik. Miller forslag at sammensætte simple country-melodier ind i pop-genren, hvilket Page, der var født i Oklahoma, var begejstret for idéen. Mange af Page mest succesfulde hits, indeholdte dette. Det var også tilfældet med "Tennessee Waltz", der bliver betragtes som en kendingsmelodi for hende, ligesom "I Went to Your Wedding" and "Changing Partners," også indeholdte dette. Nogle af disse single endte på Billboard Country Chart op igennem 1940'erne, 1950'erne og i de tidlige 1960'ere.
Mange andre kunstnere blev senere introduceret for hendes stil, og har også indarbejdet den i mange af deres sange. F.eks. kan The Andrews Sisters og Bing Crosby nævnes, der i et samarbejde havde hit øverst på hitlisten i slutningen af 1940'erne, der hed: "Pistol Packin 'Mama".

## Privatliv
I hans selvbiografi, Heldige Mig (engelsk: "Lucky Me"), der blev udgivet i 2011, beskriver den tidligere Major League-stjerne, Eddie Robinson, at han havde et forhold til Page i perioden før hendes første ægteskab.
Page blev gift tre gange. Hendes første mand, blev Jack Skiba i maj 1948, som hun flyttede med til New York. Inden for et år havde hun anmodet om en skilsmisse. Hendes anden mand blev koreografen Charles O'Curran, som hun blev gift med i 1956. Han havde tidligere været gift med skuespillerinden Betty Hutton. Sammen fik de to børn, sønnen Danny og en datter, Kathleen. De blev skilt i 1972.
Hun giftede sig med sin tredje mand, Jerry Filiciotto, i 1990. De åbnede en ahornsirup-forretning i New Hampshire og boede sammen i Solana Beach, Californien. Filiciotto døde den 18. april 2009.
Koncertarrangøren, Vic Schoen, skrev engang: "Hun var en af de bedste og mest imødekommende sangere, jeg nogensinde har arbejdet med." Hun og Schoen forblev nære venner, indtil Vic døde i 2000.
I 1978 indspillede Sharon McNight en sang, som hun havde skrevet i hyldest til Page. De hed: "Put A Nickel i Jukebox" og "Bring Back Patti Page".

## Død
Patti Page afgik ved døden den 1. januar 2013, og blev 85 år. Ifølge hendes maneger sov hun stille ind Seacrest Village Retirement Community i Encinitas, Californien.

## Diskografi
Top-Ti-singler:
- I Don’t Care If the Sun Don’t Shine (1950)
- All My Love (Bolero) (1950)
- Tennessee Waltz (1950)
- Would I Love You (Love You, Love You) (1951)
- Mockin’ Bird Hill (1951)
- Mister and Mississippi (1951)
- Detour (1951)
- And So to Sleep Again (1951)
- Come What May (1952)
- Once in a While (1952)
- I Went to Your Wedding (1952)
- You Belong to Me (1952)
- Why Don’t You Believe Me (1952)
- (How Much Is That) Doggie in the Window (1953)
- Butterflies (1953)
- Changing Partners (1953)
- Cross Over the Bridge (1954)
- Steam Heat (1954)
- What a Dream (1954)
- Let Me Go, Lover! (1954)
- Allegheny Moon (1956)
- Old Cape Cod (1957)
- Left Right out of Your Heart (Hi Lee Hi Lo Hi Lup Up Up) (1958)
- Hush, Hush, Sweet Charlotte (1965)

Album:
- Christmas With Patti Page (1955)
- Just a Closer Walk with Thee (1956)
- I’d Rather Be Sorry (1971)
- Patti Page Live at Carnegie Hall (1997)

## Tv-optrædener
- What's My Line?, CBS den 22. september 1957.
- Appointment with Adventure, CBS den 26. februar 1956.

## Filmografi
- 1960: Elmer Gantry som Sister Rachel[20]
- 1960: Dondi
- 1962: Boys' Night Out som Joanne McIllenny[21]
- 2004: Patti Page Video Songbook[22]
- 2005: In Concert Series: Patti Page

## Fodnoter
1. 1 2 3 4 5 6 7 8  John Bush. "Patti Page biografi". Allmusic. (Hentet 23. juli 2008) (Engelsk)
2. ↑  "Patti Page havde en fænomenal karriere over seks årtier Arkiveret 12. juni 2008 hos  Wayback Machine". South Coast Today. 17. februar 1999 (Hentet 23. juli 2008) (Engelsk)
3. ↑  "Patti Page biography". Corporate Artists.com. Arkiveret fra originalen 29. juni 2003. Hentet 23. juli 2008.
4. 1 2  1930 US Census. Source Citation: Year: 1930; Census Place: Foraker, Osage, Oklahoma; Roll: 1922; Page: 1A; Enumeration District: 19; Image: 1054.0; FHL microfilm: 2341656. Engelsk
5. ↑  "OETA In Depth interview with Patti Page". YouTube. Hentet 28. april 2010.
6. ↑  Patti Page Tulsa World (Webside ikke længere tilgængelig), 21. september 1997
7. 1 2  "Patti Page biography". Country Music Television.
8. ↑  "Biography – Patti Page". Verve Music Group.com. Arkiveret fra originalen 13. november 2004. Hentet 23. juli 2008.
9. ↑  "Jack White, Patti Page share a 'Conquest' and a vision". USA Today. 1. januar 2008. Hentet 23. juli 2008.
10. 1 2 3 4  "Contemporary musicians – Patti Page biography". Contemporary Musicians. End Notes.com. Arkiveret fra originalen 13. august 2009. Hentet 23. juli 2008.
11. 1 2 3 4  "Patti Page – The Singing Rage". Earthlink.com. Arkiveret fra originalen 7. april 2012. Hentet 23. juli 2008.
12. 1 2  Biography – Patti Page oldies.com; retrieved 7-23-08.
13. 1 2 3  Patti Page profile NNDB.com; retrieved 7-23-08.
14. ↑  Patti Page appearances IMDB.com; retrieved 7-23-08.
15. ↑  Bernard Weinraub,"Patti Page, Proving That Simple Songs Endure", New York Times, 12. august, 2003.
16. ↑  "Jerome J. Filiciotto" (Webside ikke længere tilgængelig), The Bridge Weekly Sho-case (Woodsville, New Hampshire), April 30, 2009 (retrieved May 6, 2009).
17. ↑  ""Put a Nickel in the Jukebox and Bring back Patti Page"". Arkiveret fra originalen 5. marts 2016. Hentet 5. februar 2013.
18. ↑  Patti Page, The Daily Telegraph
19. ↑  Villasenor, David (22. juli 2012). "Singer Patti Page Dead At 85 | NBC Southern California". Nbclosangeles.com. Hentet 2. januar 2013.
20. ↑  Boys' Night Out, IMDB
21. ↑  Elmer Gantry, IMDB
22. ↑  "Patti Page DVD | Patti Page Music Video DVD Compilation | Singing Rage DVD", View.com, (Hentet 21. december 2012)